# عبدول سيسيكو
عبدول سيسيكو (20 مارس 1990 بتروا في فرنسا - ) (بالفرنسية: Abdoulwhaid Sissoko)‏ هو لاعب كرة قدم فرنسي ومالي في مركز الوسط. شارك مع منتخب فرنسا تحت 20 سنة لكرة القدم. أما مع النوادي، فقد لعب مع ريال مايوركا ونادي أودينيزي ونادي إيركوليس ونادي بريست ونادي تروا ونادي غرناطة.

## وصلات خارجية
- عبدول سيسيكو على موقع الاتحاد الأوربي (الإنجليزية)
- عبدول سيسيكو على موقع اتحاد تركيا (لاعب) (الإنجليزية)
- عبدول سيسيكو على موقع رابطة كرة القدم الفرنسية للمحترفين (الإنجليزية)
- عبدول سيسيكو على موقع قاعدة بيانات كرة القدم.إي يو (الإنجليزية)
- عبدول سيسيكو على موقع ليكيب (الفرنسية)
- عبدول سيسيكو على موقع Soccerway.com (الإنجليزية)
- عبدول سيسيكو على موقع عالم كرة القدم.نت (الإنجليزية)